# Comodo
Comodo (Komodo) é uma ilha da Indonésia, famosa por ser o habitat do dragão-de-comodo. Comodo está situada em 8.55° S, 119.45° E. Tem cerca de 390 km² de área e cerca de dois mil habitantes.
Muitos habitantes idolatram ou tem medo dos dragões-de-comodo, pois acham que se trata de uma divindade ou um demônio.
Muitos habitantes descendem de antigos presos que foram exilados, e que se misturaram com os Bugis de Celebes. A maioria da população pratica o Islão, Cristianismo, Siquismo, Hinduísmo e Budismo.[carece de fontes?]
A Indonésia pretende converter em 2020 a ilha de Comodo numa zona de conservação mundial dos dragões de Comodo. O objetivo era proibir o turismo na zona durante um ano para recuperar as populações de búfalos e veados, que são o alimento desta espécie. O governo local abandonou a ideia de fechar a Ilha de Comodo a turistas em 2020, optando antes por transformá-la num “destino premium“. O objetivo passa essencialmente por controlar o número de turistas e aumentar a taxa de entrada: em 2019, são necessários entre 9 a 11 euros, mas no futuro os bilhetes poderão chegar aos 900 euros.